# Blue Expierience
Blue Expierience – polski zespół rockowy, działający w latach 1986–1987 we Wrocławiu. Zaś w latach 1988–1989, grający jako zespół Tadeusza Nalepy.

## Historia
Wrocławskie power trio wykonywało utwory z repertuaru Jimiego Hendrixa, zaś jego skład tworzyli: Leszek Cichoński (gitara solowa), Włodzimierz Krakus (gitara basowa, śpiew) i Andrzej Ryszka (perkusja, śpiew). Pierwszy koncert zespołu miał miejsce 18 września 1986 roku w Jazz Clubie Rura we Wrocławiu – z okazji szesnastej rocznicy śmierci Hendrixa. Rozpoczął on cykl występów poświęconych pamięci gitarzysty. Blue Expierience zaprezentowało wówczas m.in. utwory Who knows i Ezy Rider. Formacja ma na swym koncie także sesje nagraniowe dla Polskiego Radia i TVP oraz współpracę z Tadeuszem Nalepą w latach 1988–1989 (w tym koncerty – m.in. podczas Rawy Blues '89 i w Chicago). Utwory, które razem nagrali, znalazły się na jego płycie pt. To mój blues vol. 2 (LP, Polskie Nagrania „Muza” SX 2791, 1989; CD, Muza PNCD 096, 1991). Pewnego rodzaju kontynuacją dzieła, które rozpoczęło trio Blue Expierience – jest współpraca Cichońskiego, Krakusa i Ryszki ze Stanem Skibbym (zwycięzca imprezy Hendrix Festival Memphis '99) z którym nagrali w 2001 roku album zatytułowany Thanks Jimi (w sesji nagraniowej wzięła udział gościnnie Anika) i który został uznany za najlepszą płytę rockową, roku 2001 – w plebiscytach magazynów Gitara i Bas i Twój Blues, zaś Cichoński za najlepszego gitarzystę rockowego.